# Norbert Kaart
Norbert Kaart (Haarlem, 10 april 1959) is een Nederlands acteur en producer. Hij studeerde in 1983 af aan Studio Herman Teirlinck. Hij is de bedenker van het idee voor de docu-fictie reeks Kaat & co.

## Acteercarrière
- Flodder (1986) - Soldaat
- Série rose (1990)
- Alfa Papa Tango (1991) - Henk
- Bureau Kruislaan (1992) - Roel Giessen
- Langs de kade (1993)
- Sorry (1994)
- Vrouwenvleugel (1994) - Commandant
- De Familie Backeljau (1996/1997) - Aad, de Nederlandse overbuur van de Backeljau's
- Het sluitend bewijs (1996) - Peter de Waal
- Gaston's War (1997) - Hans
- Recht op recht (1998) - Meester Rozendael
- Goudkust (1998) - Brian Wiggers
- De Makelaar (1999) - Ruud Schouten
- FF Moeve (2004) - Vader van Sandra
- Kinderen van Dewindt (2005) - Meneer Smet
- Grappa (2006-) - Den Hollander
- Lili & Marleen (2006) - Nederlandse handelaar
- Kaat & co (2006-) - Jan-Willem van Zon
- Goede tijden, slechte tijden (2007) - Joop Reimer